# خانه بهمنی
خانه بهمنی مربوط به دوره پهلوی اول است و در زنجان، خیابان امام (ره)، خیابان خواجه نصیر طوسی، کوچه توفیقی، پ ۷۸/۱، ۷۸ واقع شده و این اثر در تاریخ ۲۲ آبان ۱۳۸۶ با شمارهٔ ثبت ۲۰۱۵۰ به‌عنوان یکی از آثار ملی ایران به ثبت رسیده است.